# Pola irygacyjne
Pola irygacyjne – pola, przez które przepuszczane są ścieki komunalne celem naturalnego oczyszczenia. Pola irygacyjne zakłada się na gruntach piaszczystych, przepuszczalnych i suchych. Ścieki, które mają być oczyszczane na polach irygacyjnych powinny być wstępnie odtłuszczone i pozbawione zawiesin.
Eksploatacja pól irygacyjnych stanowi jedną z ekologicznych metod oczyszczania ścieków.
Zobacz też:
- irygacja
- oczyszczalnia ścieków